# Otothyris rostrata
Otothyris rostrata és una espècie de peix de la família dels loricàrids i de l'ordre dels siluriformes.

## Morfologia
- Els mascles poden assolir 3,1 cm de longitud total.[4]

## Hàbitat
És un peix d'aigua dolça i de clima temperat.

## Distribució geogràfica
Es troba a Sud-amèrica: Santa Catarina i Rio Grande do Sul (Brasil).